# Judengasse 3 (Coburg)

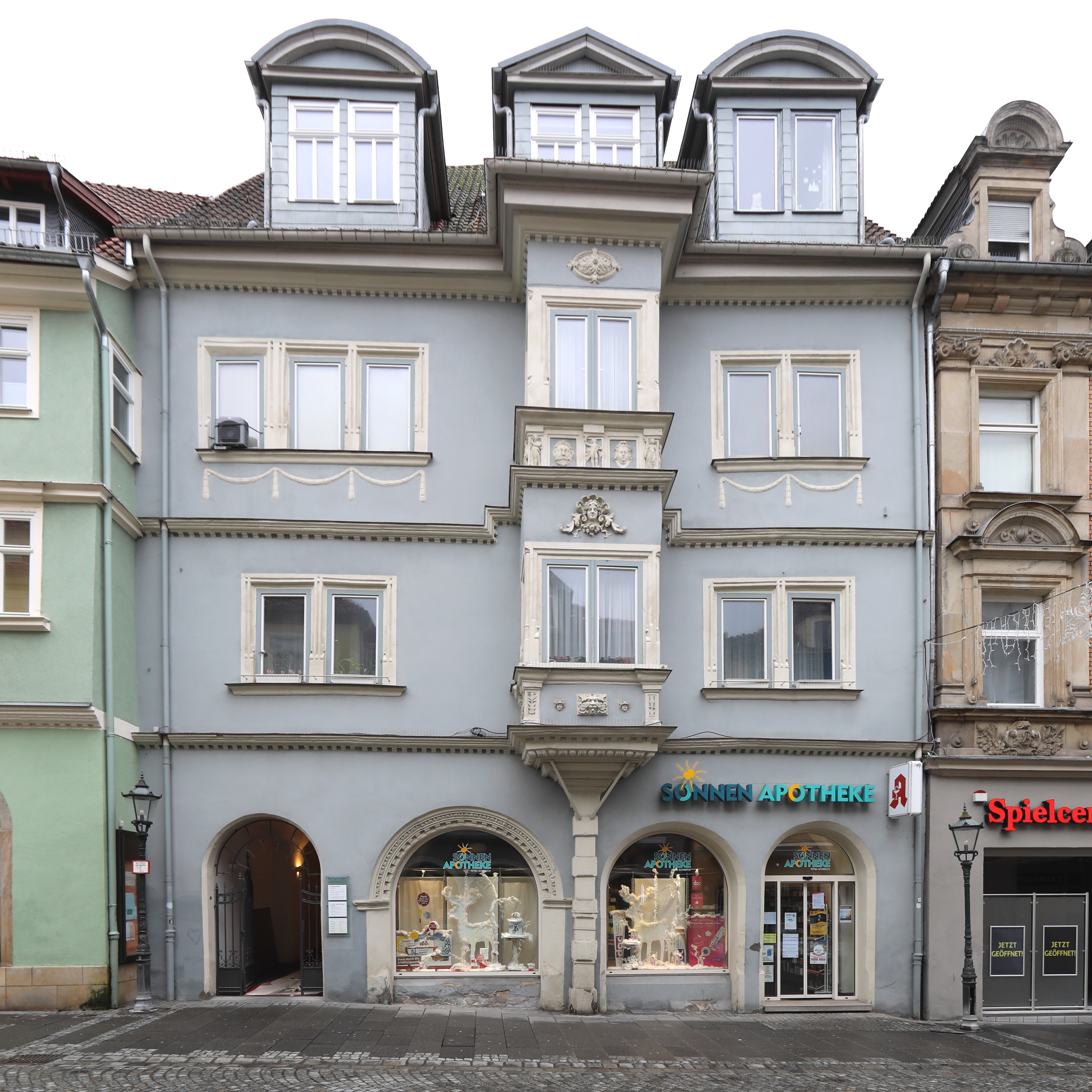
Wohn- und Geschäftshaus Judengasse 3 in Coburg

Das Wohn- und Geschäftshaus Judengasse 3 steht in der oberfränkischen Stadt Coburg. Das dreigeschossige, traufständige Satteldachgebäude mit seiner Renaissancefassade stammt aus der zweiten Hälfte des 16. Jahrhunderts und ist als Baudenkmal in der Bayerischen Denkmalliste eingetragen.

## Geschichte
Das erstmals 1395 erwähnte Anwesen wurde nach einem Brand 1594 wieder aufgebaut. Im Jahr 1660 erwarb der Konsistorialpräsident von Sachsen-Coburg August Carpzov das repräsentative Gebäude und nutzte es bis zu seinem Umzug 1675 nach Gotha als Stadtresidenz. Auch der Theologe Wilhelm Verpoorten lebte in dem Haus.:S. 174 Im Jahr 1678 kehrte Carpzov nach Coburg zurück und verbrachte in dem Wohnhaus ab 1680 den Ruhestand bis zu seinem Tod 1683. Nach dem Tod der Witwe Sabina Elisabeth Carpzov 1696 verkauften die Erben das Anwesen.:S. 47
Von etwa 1841 bis 1874 war im Erdgeschoss ein Restaurant eingerichtet.:S. 70 Zahlreiche Eingriffe kennzeichnen die jüngere Baugeschichte. Im Jahr 1871 ließ der Blechschmiedemeister Heinrich Bretzfeld auf der rechten Seite der Fassade zwei rechteckige Fenster gegen zwei Rundbogentüren austauschen und vereinheitlichte somit das Erscheinungsbild des Erdgeschosses, 1876 folgte die Vergrößerung des Dachgeschosses durch den Einbau von drei zweiachsigen Dachgauben, 1895 der Ausbau des Dachgeschosses des Hinterhauses. 1902 veranlasste Heinrich Zeidler den Einbau eines dritten Fensters an der linken Seite des zweiten Obergeschosses. Im Jahr 1969 bezog eine Apotheke das Erd- und Kellergeschoss. 1975 folgte der Einbau eines Aufzugs im Innenhof, 1985 eine Fassadenrenovierung und in den Jahren 1990 bis 1995 die Einrichtung zweier Arztpraxen mit Wohnungen im Rückgebäude.

## Architektur
Das dreigeschossige, traufständige Satteldachgebäude besteht aus einer Fachwerkkonstruktion in den Obergeschossen und hat zur Judengasse eine verputzte Fassade im Renaissancestil. Es umschließt zusammen mit seitlichen Laubengängen und einem Rückgebäude einen Innenhof.
Ein mittig angeordneter, zweigeschossiger Rechteckerker über einer reich profilierten Konsole und einer gequaderten Pfeilervorlage teilt die Fassade zur Judengasse in zwei zwei-, links oben dreiachsige Hälften. Maskarons und Karyatiden schmücken die Fensterstürze und die Brüstungsfelder des Erkers. Durchsteckte Rundstäbe rahmen die Erkerfenster und auch die paarigen Fenster der Obergeschosse. Auf Umgestaltungen im späten 18. Jahrhundert deuten die Festons unter den Fenstern im zweiten Obergeschoss. Profilgesimse mit Zahnschnitt und eine über dem Erker vorspringende Traufe gliedern horizontal zusätzlich die Fassade. Im östlichen Abschnitt des Erdgeschosses befindet sich ein ehemaliges Portal, das ein gewölbter Bogen mit Eierstab und Zahnschnitt rahmt und durch eine Brüstung in ein Schaufenster geändert wurde. Den oberen Hausabschluss bilden drei Gauben mit je zwei Fenstern und einem segmentbogigen bzw. flach dreieckigen Giebel.
Das Rückgebäude hat überputztes Zierfachwerk. Von der ehemals reichen barocken Innenausstattung sind dort die Stuckdecken im ersten und zweiten Obergeschoss erhalten.